# Halowe Mistrzostwa Europy w Lekkoatletyce 2017 – skok wzwyż mężczyzn
Skok wzwyż mężczyzn – jedna z konkurencji technicznych rozgrywanych podczas halowych lekkoatletycznych mistrzostw Europy w hali Kombank Arena w Belgradzie.

## Terminarz
| Data    | Godzina |            |
| ------- | ------- | ---------- |
| 4 marca | 11:20   | Eliminacje |
| 5 marca | 16:50   | Finał      |

## Rekordy
|                                        | Zawodnik           | Wynik | Miejsce          | Data                |
| -------------------------------------- | ------------------ | ----- | ---------------- | ------------------- |
| Rekord świata                          | Javier Sotomayor   | 2,43  | Budapeszt        | 4 marca 1989(dts)   |
| Rekord Europy                          | Carlo Thränhardt   | 2,42  | Berlin Zachodni  | 26 lutego 1988(dts) |
| Najlepszy wynik na świecie w 2017 roku | Sylwester Bednarek | 2,33  | Bańska Bystrzyca | 8 lutego 2017(dts)  |
| Najlepszy wynik na świecie w 2017 roku | Derek Drouin       | 2,33  | Bańska Bystrzyca | 8 lutego 2017(dts)  |
| Najlepszy wynik na świecie w 2017 roku | Danił Łysienko     | 2,33  | Moskwa           | 5 marca 2017(dts)   |
| Najlepszy wynik w Europie w 2017 roku  | Sylwester Bednarek | 2,33  | Bańska Bystrzyca | 8 lutego 2017(dts)  |
| Najlepszy wynik w Europie w 2017 roku  | Danił Łysienko     | 2,33  | Moskwa           | 5 marca 2017(dts)   |

## Rezultaty
| NR – rekord kraju \| WL – najlepszy tegoroczny wynik na listach światowych \| EL - najlepszy tegoroczny wynik na listach europejskich |
| SB – najlepszy wynik w sezonie \| PB – rekord życiowy                                                                                 |

### Eliminacje
Źródło: .
| Poz. | Zawodnik              | Reprezentacja   | 2,10 | 2,16 | 2,21 | 2,25 | 2,28 | Rezultat | Uwagi |
| ---- | --------------------- | --------------- | ---- | ---- | ---- | ---- | ---- | -------- | ----- |
| 1.   | Silvano Chesani       | Włochy          | o    | o    | o    | o    | o    | 2,28     | Q     |
| 1.   | Tichomir Iwanow       | Bułgaria        | –    | o    | o    | o    | o    | 2,28     | Q     |
| 3.   | Pawieł Sieliwierstau  | Białoruś        | –    | o    | o    | xo   | o    | 2,28     | Q     |
| 4.   | Sylwester Bednarek    | Polska          | –    | o    | o    | xxo  | o    | 2,28     | Q     |
| 5.   | Matúš Bubeník         | Słowacja        | o    | o    | o    | o    | xo   | 2,28     | Q,    |
| 6.   | Mateusz Przybylko     | Niemcy          | o    | o    | o    | xo   | xo   | 2,28     | Q     |
| 7.   | Robbie Grabarz        | Wielka Brytania | –    | –    | o    | o    | xxx  | 2,25     | q     |
| 7.   | Allan Smith           | Wielka Brytania | –    | o    | o    | o    | xxx  | 2,25     | q     |
| 9.   | Vasilios Konstantinou | Cypr            | –    | o    | xo   | o    | xxx  | 2,25     |       |
| 10.  | Chris Kandu           | Wielka Brytania | o    | o    | xxo  | xxo  | xxx  | 2,25     |       |
| 11.  | Lukáš Beer            | Słowacja        | o    | o    | o    | xxx  |      | 2,21     |       |
| 11.  | Martin Heindl         | Czechy          | –    | o    | o    | xxx  |      | 2,21     |       |
| 13.  | Christian Falocchi    | Włochy          | xo   | xxo  | xo   | xxx  |      | 2,21     |       |
| 14.  | Ołeksandr Barannikow  | Ukraina         | o    | xo   | xxo  | xx–  | x    | 2,21     |       |
| 15.  | Raivydas Stanys       | Litwa           | xo   | o    | xxx  |      |      | 2,16     |       |
| 16.  | Jānis Vanags          | Łotwa           | o    | xxx  |      |      |      | 2,10     |       |
| 17.  | Péter Bakosi          | Węgry           | xo   | xxx  |      |      |      | 2,10     |       |
| 17.  | Fabian Delryd         | Szwecja         | xo   | xxx  |      |      |      | 2,10     |       |
| –    | Miguel Ángel Sancho   | Hiszpania       | xxx  |      |      |      |      | NM       |       |

### Finał
Źródło: .
| Poz. | Zawodnik             | Reprezentacja   | 2,18 | 2,23 | 2,27 | 2,30 | 2,32 | 2,34 | 2,35 | Rezultat | Uwagi |
| ---- | -------------------- | --------------- | ---- | ---- | ---- | ---- | ---- | ---- | ---- | -------- | ----- |
| 01 ! | Sylwester Bednarek   | Polska          | o    | o    | xxo  | xo   | o    | xx–  | x    | 2,32     |       |
| 02 ! | Robbie Grabarz       | Wielka Brytania | –    | o    | o    | o    | x-   | xx   |      | 2,30     | SB    |
| 03 ! | Pawieł Sieliwierstau | Białoruś        | –    | o    | o    | xxx  |      |      |      | 2,27     |       |
| 4.   | Tichomir Iwanow      | Bułgaria        | xo   | o    | o    | xxx  |      |      |      | 2,27     |       |
| 5.   | Matúš Bubeník        | Słowacja        | o    | o    | xo   | xxx  |      |      |      | 2,27     |       |
| 6.   | Silvano Chesani      | Włochy          | o    | xo   | xo   | xxx  |      |      |      | 2,27     |       |
| 7.   | Mateusz Przybylko    | Niemcy          | o    | xo   | xxo  | xxx  |      |      |      | 2,27     |       |
| 8.   | Allan Smith          | Wielka Brytania | o    | xxx  |      |      |      |      |      | 2,18     |       |